# Abdeldjalil Tahri
Abdeldjalil Tahri (en arabe : عبد الجليل طاهري) est un footballeur algérien né le 15 octobre 1998 à Oran. Il évolue au poste de milieu défensif au Paradou AC.

## Biographie

### En club
Il évolue en première division algérienne avec son club formateur, le Paradou AC. Il dispute actuellement 30 matchs en inscrivant un but en Ligue 1.
Il participe à la Coupe de la confédération saison 2019-20 avec le Paradou. Il joue 2 matchs dans cette compétition africaine.

### En équipe nationale
Il participe avec l'équipe d'Algérie des moins de 23 ans au championnat d'Afrique du nord de 2018 et 2019.